# ORP Grom (H71)
O ORP Grom foi um contratorpedeiro operado pela Marinha de Guerra Polonesa e a primeira embarcação da Classe Grom, seguido pelo ORP Błyskawica. Sua construção começou em julho  de 1935 nos estaleiros britânicos da J. Samuel White em East Cowes, na Ilha de Wight, e foi lançado ao mar um ano depois julho de 1936, sendo comissionado na frota polonesa em maio do ano seguinte. Era inicialmente armado com uma bateria principal composta por sete canhões de 120 milímetros e seis tubos de torpedo de 533 milímetros, tinha um deslocamento carregado de mais de duas mil toneladas e conseguia alcançar uma velocidade máxima de 39 nós (72 quilômetros por hora). 
O Grom passou sua curta carreira em tempos de paz se preparando para uma possível conflito contra a Alemanha. Dois dias antes do início da Segunda Guerra Mundial, o navio e outros contratorpedeiros poloneses fugiram para o Reino Unido para que não fossem tomados pelos alemães. Ele recebeu novos equipamentos e passou a atuar junto com a Marinha Real Britânica, escoltando comboios no Oceano Atlântico e Mar do Norte. Foi transferido para a Campanha da Noruega em abril de 1940, atuando na escolta de outros navios e de operações de bombardeio litorâneo. Em uma destas, em 4 de maio, ele foi atingido por duas bombas lançadas por um Heinkel He 111 e afundou em seguida.